# Thomas Mazzoni
Thomas Mazzoni ist ein deutscher Wirtschaftswissenschaftler.

## Leben
Er studierte von 1997 bis 2002 BWL und VWL an der FernUniversität in Hagen. Nach der Promotion (2002–2006) zum Dr. rer. pol. und der Habilitation (2006–2011 Venia Legendi für BWL und Statistik) ist er seit 2013 Professor für Finanzwirtschaft und Unternehmensbewertung an der Universität Greifswald.

## Schriften (Auswahl)
- Stetig-diskrete Zustandsraummodelle dynamischer Wirtschaftsprozesse. Aachen 2007, ISBN 978-3-8322-5826-9.
- A first course in quantitative finance. Cambridge 2018, ISBN 978-1-108-41143-1.